# Объезд (фильм, 1945)
«Объезд» (англ. Detour) — классический фильм-нуар режиссёра Эдгара Г. Ульмера. Снят для «Producers Releasing Corporation», одной из кинокомпаний так называемой «нищей группы».
При скудном бюджете, простых декорациях и безыскусной операторской работе, фильм тем не менее пользуется огромным успехом на протяжении многих лет. В 1992 году включён в Национальный реестр фильмов.

## Сюжет
Эл, рассказывающий за кадром свою историю, — пианист, едущий автостопом из Нью-Йорка в Голливуд к своей невесте. Его подбирает Чарльз Хэскелл-младший на своём кабриолете. Эл ведёт машину, пока Хэскелл спит. Начинается ливень, и Эл останавливается, чтобы поднять крышу. Но Хэскелл не просыпается и выпадает на тротуар — он мёртв. Эл забирает деньги, одежду и документы, стаскивает тело в канаву и уезжает. Проведя ночь в мотеле, Эл подбирает автостопщицу Веру, когда-то ездившую с Хэскеллом. Вера шантажирует Эла обвинением в убийстве, требуя отдать все деньги.
В Голливуде они снимают жильё как мистер и миссис Хэскелл и, пытаясь продать машину, узнают из газеты, что Хэскелл-младший получил большое наследство и теперь разыскивается. Вера требует, чтобы Эл выдал себя за Хаскелла, но тот отказывается. Вечером они напиваются, начинают спорить. Вера грозится вызвать полицию, и Эл случайно душит её телефонным проводом. Он отправляется автостопом обратно на восток, но около Рино его подбирает полиция.

## В ролях
- Том Нил — Эл Робертс
- Энн Сэвидж — Вера
- Клаудия Дрейк — Сью Харви
- Эдмунд Макдональд — Чарльз Хэскелл-младший
- Тим Райен — владелец столовки в Неваде
- Эстер Говард — Холли, официантка
- Пэт Глизон — Джо, водитель грузовика
- Дон Броуди — продавец подержанных машин

## Работа над фильмом
По позднейшим свидетельствам Ульмера и Сэвидж, фильм был снят за шесть дней. В документальном фильме 2004 года дочь Ульмера Арианна показывает титульный лист режиссёрского сценария, на котором есть пометка: «14 июня 1945 — 29 июня. Съёмочных дней 14».

### Монтаж
Поскольку при таком низком бюджете о пересъёмках не могло быть и речи, Ульмер, поставивший сюжет в целом выше связности, отпечатал некоторые сцены автостопа с перевёрнутого негатива. Таким образом, демонстрируя путешествие на запад из Нью-Йорка в Лос-Анджелес, машины двигаются справа налево, но не по «своей» полосе; автостопщик же садится в машину со стороны водителя.

### Цензура
Согласно кодексу Хейса, преступникам не дозволялось оставаться безнаказанными. Ульмер прошёл цензуру, устроив в самом конце фильма арест Эла, который тот предвидит в закадровом монологе.

## Значение
«Объезд» изначально был выпущен как рядовой низкобюджетный криминальный фильм и не привлек к себе никакого внимания. Интерес к нему и творчеству Ульмера в целом первыми проявили критики, связанные с французским журналом Cahiers du cinéma. В 1970-е годы лента была «открыта» для Америки благодаря работам Эндрю Сарриса и Пола Шредера. К настоящему времени исследователи обнаружили отсылки к «Объезду» в творчестве таких режиссёров как Альфред Хичкок (в частности, в «Психо»), Дэвид Линч и братья Коэны.
Питер Богданович писал про режиссёра: «Он был одним из немногих по-настоящему творческих кинорежиссёров, которые избрали для себя мир фильмов категории В, его картины имеют мгновенно узнаваемый яркий, твёрдый почерк. Я навсегда запомнил молочный ночной туман из „Объезда“, скрывающий отсутствие декораций. Где-то вдалеке горит путеводный огонь, но приблизиться к нему невозможно, так как силы Рока всегда будут отбрасывать тебя назад».
В 1992 году режиссёром Уэйдом Уильямсом был снят ремейк фильма с Томом Нилом младшим (сыном Тома Нила) в главной роли.